# Il diario di Ellen Rimbauer - La mia vita a Rose Red
Il diario di Ellen Rimbauer - La mia vita a Rose Red è un romanzo di Joyce Reardon, pseudonimo dello scrittore statunitense Ridley Pearson (sul retro di copertina è scritto che: "Alcuni, comunque, mormorano che dietro lo pseudonimo della professoressa si celi un famoso scrittore", e ciò ha portato molti lettori a credere che il libro fosse stato scritto da Stephen King).
Il libro prende spunto dalla miniserie televisiva Rose Red di Stephen King, di cui il romanzo è una sorta di prequel.
Da questo romanzo nel 2003 la ABC ha tratto a sua volta un film per la TV, Il diario di Ellen Rimbauer.

## Trama
Nel romanzo sono riportate le pagine del diario scritto da Ellen Rimbauer, giovane moglie di un industriale nella Seattle di inizio Novecento, John Rimbauer, più vecchio di lei di vent'anni.
Nel diario vengono raccontate le ansie e le paure di Ellen nell'affrontare il matrimonio e il rapporto con suo marito, che scopre presto essere alcolista e donnaiolo, e la loro vita nella nuova enorme dimora, Rose Red, costruita sopra un cimitero indiano. Ben presto Ellen si renderà conto che la casa non è solo calce e mattoni, ma vive di una vita propria: fatti strani accadono dentro le sue mura, le donne scompaiono e gli uomini fanno fini orribili.
Un altro personaggio principale è Sukeena, la cameriera personale di Ellen, conosciuta in Africa durante la luna di miele e che ben presto diventa la sua migliore amica e in seguito amante.
Il diario va dal 1907, anno del matrimonio di Ellen con John, al 1928, quando la casa si prende Sukeena, l'adorata cameriera, portando così alla pazzia Ellen; in tutti questi anni vengono narrate le sparizioni e le morti, ma anche i momenti più lieti della vita di Ellen, come la nascita dei suoi due figli, Adam e April; quest'ultima nasce con un braccio deformato e instaura un rapporto profondo con la casa, così come la madre, se non che anche la bambina viene presa dalla casa; nelle pagine viene anche descritto il piano che Ellen e Sukeena organizzano per uccidere John.
Leggendo la storia si viene ad intuire come, in qualche modo sia Ellen stessa a dare forza alla casa e a farle commettere tutti gli atti, quasi come una vendetta a livello personale, nei confronti di chi l'ha oltraggiata, il rapporto fra Ellen e la casa si conclude quando un giorno lei, ormai vecchia, cieca e sicuramente impazzita, sparisce in uno dei corridoi e non viene più rivista.